# Heinz Friese
Heinz Friese (* 31. Januar 1931 in Mukden; † 3. Mai 1975 in Österreich) war ein deutscher Sinologe.

## Leben
Nach dem Abitur in Güstrow 1950 studierte er an der Humboldt-Universität zu Berlin Sinologie. Nach Rückkehr des Vaters aus der Gefangenschaft im Jahre 1953 siedelte die Familie nach Hannover über; er setzte daraufhin sein Sinologie-Studium an der Universität Hamburg fort und  promovierte hier 1957 (Nebenfächer Japanologie und Slavistik). Anschließend ging er mit einem Stipendium für zwei Jahre an die Universität Tokio. 1959 kehrte er nach Hamburg zurück, um sich mit einem Stipendium der Deutschen Forschungsgemeinschaft auf die Habilitation vorzubereiten. Er hatte einen Lehrauftrag am Seminar für Sprache und Kultur Chinas. Nach der Habilitation 1963 forschte er ab Frühjahr 1963 ein Jahr in Taiwan. Nach seiner Rückkehr erhielt Friese eine Dozentur für Sinologie an der Universität Hamburg, 1967 folgte er einem Ruf auf den neu gegründeten sinologischen Lehrstuhl an der Universität Erlangen-Nürnberg, wo er bis zu seinem Tode blieb.

## Schriften (Auswahl)
- Das Dienstleistungs-System der Ming-Zeit (1368–1644). Hamburg 1959, OCLC 469070378.
- Die politische Rolle der Eunuchen in der Ming-Zeit (1368–1644). Hamburg 1962, OCLC 1070018387.